# Ždralovi
Ždralovi – wieś w Chorwacji, w żupanii bielowarsko-bilogorskiej, w mieście Bjelovar. W 2011 roku liczyła 1423 mieszkańców.